# 新浪博客
新浪博客（英文：Sina Blog）为新浪网旗下的博客网站，于2005年正式上线。

## 历史
新浪博客于2005年正式上线，其有的明星政策即招聘多名明星组成特殊的博客团体以吸引访问量。

## 相关事件

### 博客门事件

不少明星匿名自夸，被网友识破

由于2008年5月新浪博客系统升级，出现了一点“小故障”：系统根据评论的IP地址，如果与博主的IP地址相同，原本是匿名的评论会显示出博主，这样一来，原本博主匿名发表的评论就不再匿名。众多网友因此发现，很多明星曾在自己的博客中，匿名以各种身份发表评论支持自己。事后，也有网友称这是新浪博客的炒作，并附上分析。事后，新浪博客修复了这一故障，有些明星删除相关评论，有些明星写文道歉或解释。

### 遭监管部门查处
2018年4月16日，国家互联网信息办公室指导北京市互联网信息办公室针对新浪网对用户发布违法违规信息未尽到审查义务，持续传播炒作导向错误、低俗色情、虚假不实等违法有害信息的严重问题，约谈新浪公司负责人，责令其立即自查自纠，全面深入整改。新浪网负责人表示将落实网信部门管理要求，整改期间对问题突出的“新浪博客”网页版、“新浪看点”网页版自行暂停更新1个月，并对“新浪新闻”手机客户端、“新浪博客”手机客户端下架1个月，暂停更新及下架时限为自4月17日15时至5月17日15时。

## 链接
- 新浪博客 （页面存档备份，存于）
- 新浪网站 （页面存档备份，存于）
- 新浪网
- Mysinablog